# 주고쿠 JR 버스
주고쿠 JR 버스 주식회사(일본어: 中国ジェイアールバス株式会社 주고쿠제이아루바스 가부시키가이샤[*])는 주고쿠 지방을 중심으로 승합버스·전세버스 사업을 하는 서일본 여객철도(JR 서일본) 그룹의 자회사이다.

## 같이 보기
- JR 버스